# Samsung Galaxy Beam
El Samsung Galaxy Beam es un teléfono inteligente fabricado por Samsung. Este dispositivo tiene un proyector incorporado que puede proyectar hasta 50 pulgadas de imagen de hasta 15 lms.
En febrero de 2012, el Galaxy Beam fue presentado en el Mobile World Congress en Barcelona. Se planea una actualización a Android 4.1 Jelly Bean.